# Battaglia di Capo Passero (1718)
La battaglia di Capo Passero ebbe luogo l'11 agosto 1718 al largo dell'estremità sud-orientale siciliana di Capo Passero, interessando anche altri territori del vasto litorale siracusano, toccando sia per mare che per terra località come Avola e Siracusa. Vide fronteggiarsi la flotta spagnola agli ordini del viceammiraglio Don Antonio de Gaztaneta e del contrammiraglio Don Fernando Chacon, e quella inglese agli ordini dell'ammiraglio sir George Byng, 1° visconte di Torrington.

## Antefatto
A quella data non vi era ancora una formale dichiarazione di Guerra fra Spagna ed Inghilterra, ma la tensione fra i due Paesi era piuttosto alta. Proprio nove giorni prima (2 agosto 1718) era stata costituita la Quadruplice alleanza fra il Sacro Romano Impero, il Regno di Francia, il regno della Gran Bretagna e la Repubblica delle Sette Province Unite, la quale richiese alla Spagna il ritiro delle sue truppe dalla Sicilia e dalla Sardegna. La flotta inglese aveva precedentemente sbarcato un modesto contingente di truppe austriache presso la città di Messina, controllata dagli spagnoli, che fu posta sotto assedio.

## La battaglia
(José Ferrer de Couto, militare e storico spagnolo, sulla battaglia navale dell'11 agosto 1718.)
Byng scovò infine l'Armada Española (29 navi da combattimento per un totale di 1 360 cannoni e 10 100 uomini) l'11 agosto 1718, intenta ad attraversare il lungo litorale siracusano: gli inglesi la intercettarono e, senza una dichiarazione di guerra (Byng aveva lasciato lo Stretto di Messina offrendo una tregua agli spagnoli e il suo governo non voleva certo una guerra ufficiale con la Spagna), l'attaccarono pesantemente quando la maggior parte dei galeoni spagnoli erano giunti a Capo Passero (località che difatti diede il proprio nome alla battaglia). 
La flotta spagnola era costituita da 26 navi da guerra, due brulotti, quattro cannoniere, sette galere e numerose navi onerarie. Essa navigava in ordine sparso e la comparsa delle navi britanniche non fu inizialmente percepita come una minaccia, poiché ai comandanti non era ancora noto l'ultimatum della Quadruplice Alleanza. 
La flotta spagnola si divise in due, le navi più piccole si diressero verso la costa siciliana mentre le più grandi affrontarono le navi inglesi appena queste si fecero avanti. La HMS Canterbury con la HMS Burford, la HMS Argyle e quattro altre navi inglesi furono distaccate per dare la caccia al primo gruppo e ne catturarono gran parte. Queste poi furono lasciate all'ancora nell'isola di Minorca.
Gli spagnoli avevano un numero di navi quasi eguale a quello degli inglesi, i quali però potevano contare su una maggiore potenza e qualità (21 navi da guerra per un totale di 1 400 cannoni e 8 885 uomini) e, stando alle diverse testimonianze (chi sparò il primo colpo di cannone rimane una questione controversa) subì le provocazioni delle ciurme britanniche, così che si dovette difendere e quindi fu costretta a combattere, nonostante non si trovasse in assetto da battaglia (a causa anche dell'assenza di vento la sera prima nel mare aretuseo): gli inglesi, infatti, ebbero gioco facile potendo attaccare singole navi nemiche con più navi alla volta: per figurarsi il genere di battaglia, è sufficiente mettere in chiaro che l'ammiraglia iberica, la San Felipe el Real, venne attaccata da 7 navi nemiche contemporaneamente. Agli spagnoli (per bocca degli stessi inglesi) si riconobbero coraggio e una forza di volontà che sfociava in disperazione, ma li si rimproverò il mancato ordine da battaglia.
Molte navi spagnole cercarono la fuga, altre si arenarono sulle coste siracusane. L'ammiraglia del comandante spagnolo, José Antonio de Gaztañeta, resistette fino all'ultimo (dopo sette ore di combattimento, incominciato verso le 11:00 di mattina) e lo stesso ammiraglio venne gravemente ferito ad una gamba: nella sola sua nave si ebbero 200 morti, per un totale di 2 400 perdite per gli spagnoli, tra morti e feriti, più 3 600 prigionieri, mentre gli inglesi ebbero 500 morti e feriti. Fu un disastro enorme per la Spagna, poiché in quelle acque vi era il nucleo principale della sua flotta.
La battaglia interessò una larghissima fetta del territorio siracusano: da Augusta, passando per Siracusa e Avola, fino alla punta estrema della Sicilia orientale e al canale di Malta, si vedevano navi spagnole distrutte o inseguite dagli inglesi:
8 galeoni vennero bruciati nella spiaggia di Avola, ancor prima che Byng raggiungesse il grosso del nucleo a Capo Passero (17 galeoni), e molti degli equipaggi spagnoli trovarono scampo scendendo a terra: approdarono nei pressi dell'omonima tonnara, nel porto dell'appena costruita cittadina iblea (essendo stata la montana Avola antica totalmente rasa al suolo dal terremoto del 1693); tra questi vi era il vice-ammiraglio Stefano de Mari (50 tra morti e feriti nella sua nave), di origini genovesi al servizio di Filippo V, che comandava la Retroguardia, composta da 6 vascelli.
Affermò il viceré Maffei, che dalla sua abitazione in Ortigia l'11 agosto vide le navi spagnole bruciare, che i siracusani avevano visto tra la sera del 10 agosto e l'alba del giorno dopo l'intera flotta del re Cattolico sfilare davanti ai baluardi aretusei, poi, un'ora dopo del sorgere del sole (quindi secondo i siracusani la battaglia incominciò molto prima delle ore 11.00) udirono i primi spari, non distanti da loro, e il frastuono andò avanti per tutto il giorno (fino al 12 agosto fissavano ancora ciò che rimaneva della flotta ispanica braccata dai galeoni d'Inghilterra).

## Le reazioni
L'ammiraglio inglese rimase un paio di giorni in alto mare, poiché doveva riparare sia i danni più gravi alle sue navi che a quelle dei nemici, per permettere a tutti di muoversi da lì. In quei frangenti Byng ricevette il messaggio del suo ufficiale, il capitano George Walton, che lo informava della cattura di altre navi spagnole al largo della città aretusea:
(Tobias Smollett, A Complete History of England, 1759, p. 234.)
Byng riuscì a rimettere le flotte in stato di navigazione il 17 agosto e quello stesso giorno arrivò al porto di Siracusa; secondo altre cronache era invece il 19 agosto:
(Nicolas Tindal, The History of England, vol. 27, p. 198.)

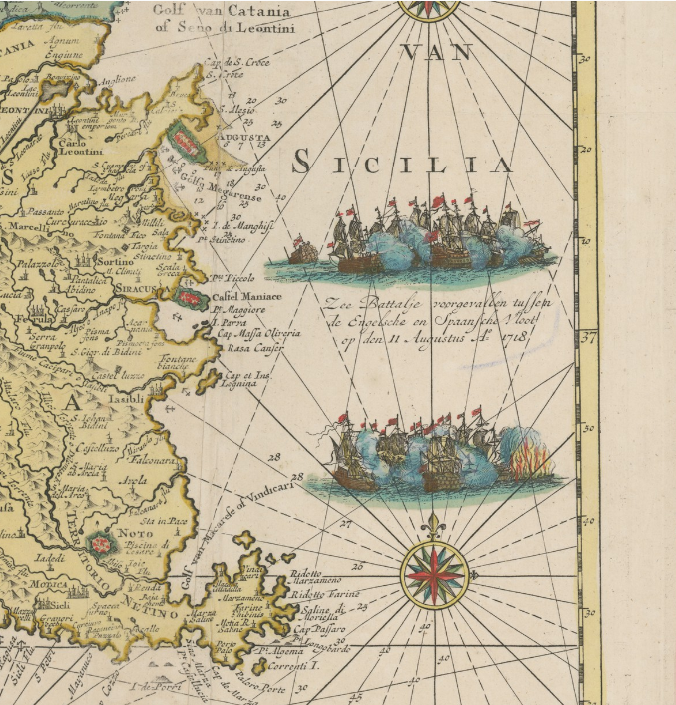
La battaglia navale ricordata in una mappa di Gerard van Keulen del 1720

In città gli inglesi continuarono a riparare le loro navi. Nel frattempo si decise il destino dei prigionieri spagnoli: molti di loro, con i propri galeoni mal ridotti, entrati in aspro atteggiamento con gli inglesi (a tal punto che questi denudarono gli ufficiali prigionieri) da Siracusa vennero mandati al porto di Mahón (postazione britannica in terra spagnola), mentre l'ammiraglio in capo, José Antonio de Gaztañeta venne condotto via mare, con altri prigionieri della San Felipe el Real (che tra l'altro saltò in aria una volta uscita dal porto aretuseo, uccidendo 160 inglesi e 50 spagnoli), nella vicina Augusta e qui rilasciato sotto promessa, voluta da Byng, che costoro non tornassero a combattere per almeno quattro mesi. Altri prigionieri ancora rimasero nella città aretusea ma da qui riuscirono in qualche modo a fuggire e tornarono a Palermo, dove si erano radunati i superstiti della battaglia navale siracusana (solo 2 600 uomini su 10 100).
A Siracusa Byng intavolò le prime trattative diplomatiche: scrisse al marchese di Lede, cercando di giustificare il palese deliberato attacco, con conseguente distruzione dell'intera flotta da combattimento spagnola, con parole di rammarico e dispiacere per quanto era accaduto, accusando gli spagnoli di essere stati i primi aggressori e di non considerare tale atto come motivo di rottura dei buoni rapporti che ancora vi erano tra le due nazioni che rappresentavano. Poi ebbe un incontro con il viceré piemontese, Annibale Maffei. I due discussero l'entrata in scena delle truppe imperiali.
L'intraprendenza dell'Inghilterra, che violava quanto stabilito in precedenza dall'Alleanza, indignò ancor prima della Spagna la Francia, la quale accusò gli inglesi di essersi lasciati sfuggire la situazione di mano e di aver ecceduto nella dimostrazione di forza, sacrificando la mediazione per i propri scopi personali: che erano quelli per l'appunto di soppiantare definitivamente gli spagnoli nel dominio dei mari:
(Comentarios de la guerra de España e historia de su Rey Phelipe el Animoso, 1725, p. 256.)

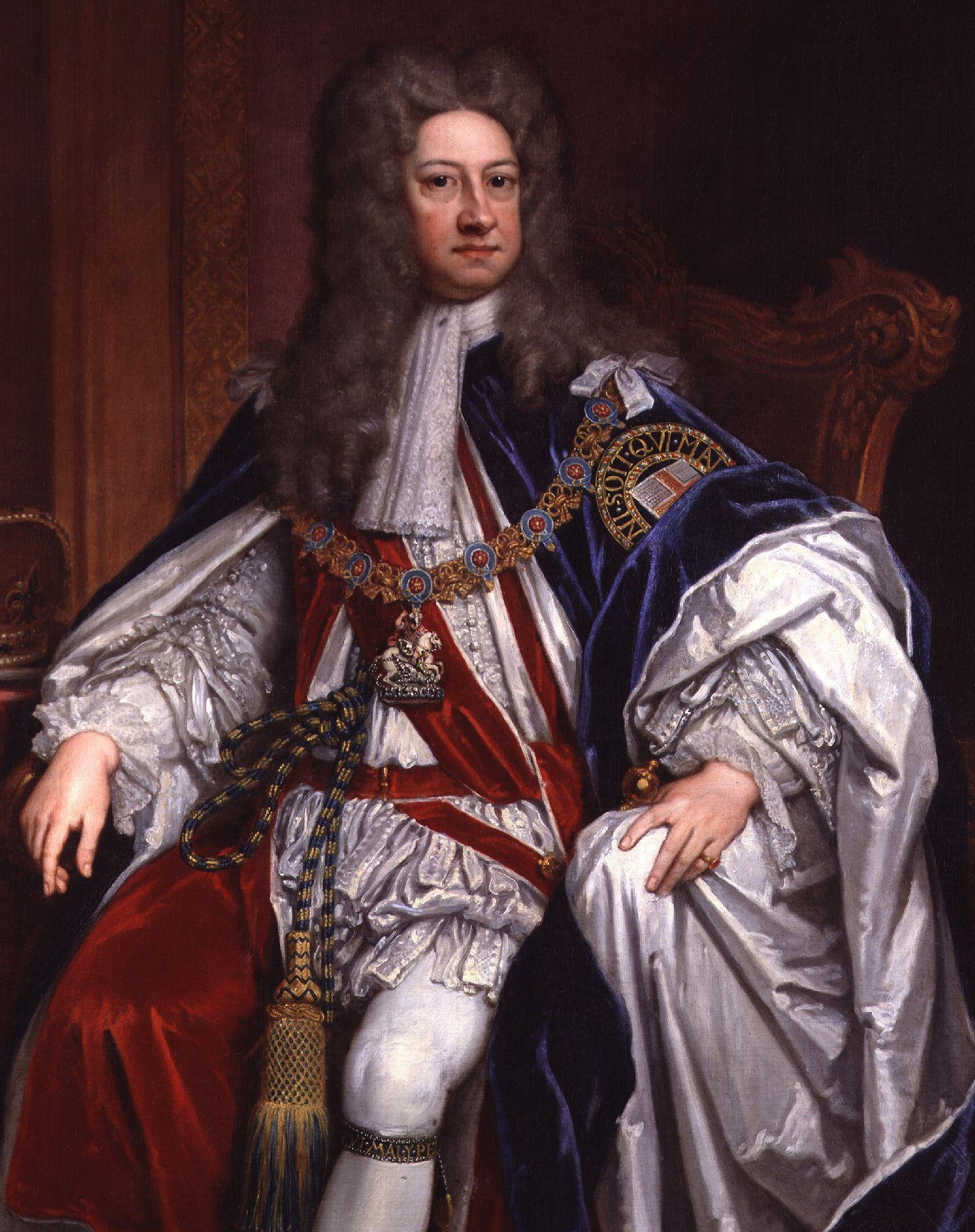
Giorgio I, re d'Inghilterra, approvò pienamente l'operato di Byng

Molto più indulgente fu invece la reazione dell'imperatore Carlo VI, che spedì a Byng una calorosa lettera di ringraziamento, mentre questi era ancora stanziato nella città di Siracusa; nella missiva gli si rendeva omaggio per il prezioso servizio offerto alla causa della Quadruplice Alleanza. L'imperatore inoltre dimostrò il suo affetto all'ammiraglio inglese donandogli insieme alla lettera anche un costosissimo suo ritratto contornato da diamanti. Ma l'approvazione più importante per Byng fu quella che gli mostrò Sua Maestà Britannica, Giorgio I d'Inghilterra, che il 23 agosto 1718 (lo stesso giorno in cui Byng stava momentaneamente lasciando Siracusa per dirigersi a Reggio dai soldati germanici) gli scrisse una lettera in lingua francese (intitolata Monsieur le Chavalier Byng) nella quale non solamente gli dava pieno appoggio per la battaglia che aveva dovuto affrontare ma vi si firmava come «vostro caro amico». 
Byng sarebbe diventato per i prossimi mesi la figura principale con la quale bisognava interagire per venire a capo della complessa guerra siciliana, e Siracusa sarebbe rimasta strettamente legata alle sue direttive, tanto che da alcuni storici essa è stata definita da quel momento in avanti «terra inglese».
Furiosa fu la reazione a caldo della Spagna; non fu qualcosa che colpì solo la parte militare del paese, ma l'intera nazione: gli spagnoli arrestarono, confiscarono e maltrattarono tutti gli inglesi e le loro navi che si trovavano nei porti dei domini di Spagna, poiché il «fatto di Siracusa» (uno dei tanti nomi dati all'11 agosto 1718) era un «oltraggio senza precedenti», come ebbero a lamentarsi gli ambasciatori spagnoli presso la corte inglese. Il re Cattolico, Filippo V di Borbone, espulse tutti i consoli inglesi dal suo impero e armò navi corsare contro i mercanti di Sua Maestà Britannica; la qual cosa venne imitata anche dai sovrani degli altri paesi belligeranti, cosicché il mar Mediterraneo divenne in quegli anni impossibile da navigare pacificamente, con grave danno, soprattutto economico, per tutti i paesi che vi si affacciavano.
Incerte, infine, rimangono le reali motivazioni che spinsero la flotta d'Inghilterra a violare le trattative di mediazione per fiondarsi, in maniera più che decisa, sopra gli spagnoli. Secondo alcuni storici essa voleva impedire che le navi di Spagna sbarcassero a Siracusa, per prenderla dal mare. Altri sostengono che avesse avuto ordini segreti dal re Giorgio I, il quale avrebbe ordinato ai suoi uomini di liberarsi completamente della nuova marina ispanica. Posteriormente, il capitano nordamericano Alfred Thayer Mahan definì questa battaglia come moralmente discutibile.
Dal canto suo, il cardinale Alberoni (dopo aver tacciato Byng di violenza e corruzione) domandò, senza ottenere risposta: «se l'ammiraglio non avesse avuto in pensiero di attaccarli, perché inseguirli dal Faro fino a Siracusa?».

## La presa di posizione dell'Ordine di Malta

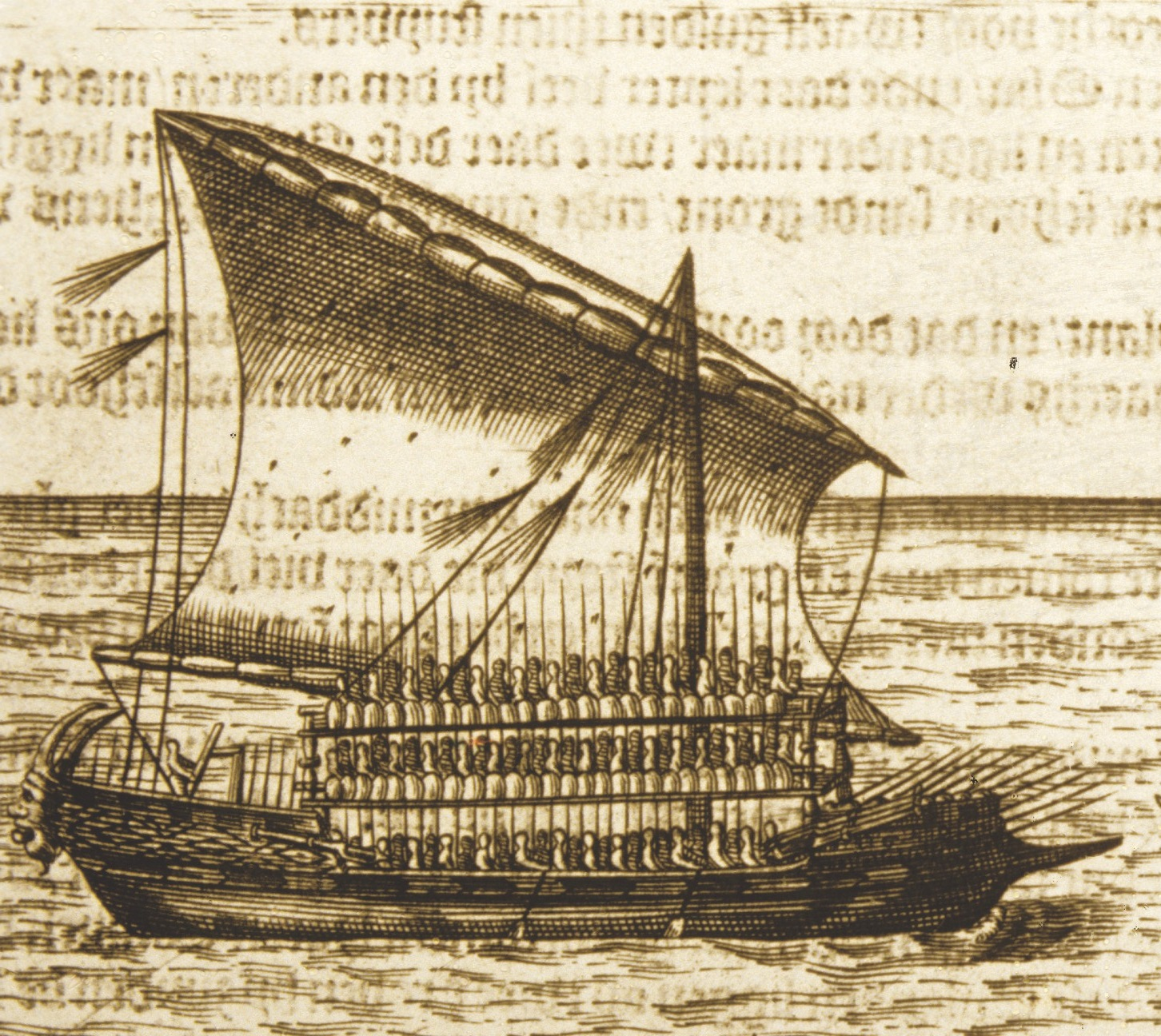
Le galee, grazie alla loro rapidità, continuavano a essere molto importanti: i cavalieri di Malta, con 5 galee, avevano difeso la Cristianità, solcando con esse il Mediterraneo; anche Byng ne capì l'utilità e tenne quelle siciliano-piemontesi al suo servizio in questa guerra

Mentre infuriava il combattimento navale, fecero la loro comparsa in acque siracusane due fregate spagnole, la Perla e la San Juan el Chico, che giungevano dall'isola di Malta, capitanate dallo spagnolo Baltasar de Guevara. Queste due navi stavano correndo in aiuto dell'ammiraglia, ma quando videro che la San Felipe el Real infine si arrese, per non soccombere anch'esse inutilmente, fecero vela nuovamente verso Malta, e lì trovarono rifugio altri equipaggi spagnoli superstiti (anche se sembra, inizialmente, il Gran Maestro non volesse accoglierli).
L'Ordine dei cavalieri di Malta, infatti, dall'inizio del conflitto aveva rotto il suo giuramento di neutralità e si era schierato per la Spagna, dando porto franco ai soldati di questa nazione e provocando invece gran danno alla marina sabauda, le cui galee venivano trattenute a mo' di ostaggio dal Gran Maestro. Tale situazione infastidì enormemente Byng, il quale da Siracusa si trasferì a Malta per persuadere il Gran Maestro Ramon Perellos y Roccaful a non dare ulteriore protezione alla nazione belligerante e di restituire a Siracusa la marina savoiarda. La città aretusea aveva già ospitato difatti due delle tre grosse navi da guerra della nuova marina siciliana (finanziata dai piemontesi dopo che il trattato di Utrecht aveva obbligato gli spagnoli ad evacuare la loro dalle acque dell'isola nel 1713), la Vittorio e la Beato Amedeo (60 cannoni ciascuna), che vennero infine sequestrate dagli spagnoli dopo che Maffei le spedì in aiuto dei piemontesi assediati nella Cittadella messinese (essi le ribattezzarono rispettivamente Triunfo e Victoria).
Tale fu la sequenza dei fatti che portarono alle tensioni tra l'Ordine e chi in quel momento si occupava della difesa di Siracusa: quando gli spagnoli invasero la Sicilia, i capitani delle 5 galee sabaude (Capitana, Milizia, Patrona, Sant'Anna e San Francesco), che si trovavano provvisoriamente ad Augusta per disarmarne il castello e trasferirne l'artiglieria a Siracusa (il re piemontese non riteneva la rada augustana difendibile, per cui volle puntare tutto sulla piazza d'armi aretusea), non appena ebbero sentore della trionfale accoglienza palermitana nei riguardi degli spagnoli, voltarono le spalle a quelle piazze che ancora resistevano per i piemontesi e dirottarono le galee a Malta. Gli equipaggi, in gran parte siciliani, si ribellarono agli ordini dei piemontesi, rifiutandosi di andare a Siracusa, così come Maffei aveva ordinato loro di fare (trovandosi egli già in città). Le ciurme ottennero inoltre l'appoggio, decisivo, del Gran Maestro, il quale vietò ai generali piemontesi di intraprendere la navigazione in direzione delle acque siracusane e tenne le navi ancorate a Malta. Inutili le accorate lettere del Maffei rivolte alla Sacra Milizia.
Byng seppe dell'ammutinamento delle galee perché stava dando la caccia al contrammiraglio irlandese George Cammock, posto al servizio di Spagna (dopo la battaglia di Capo Passeo gli inglesi non dettero più tregua sui mari agli spagnoli), e gli era giunta voce che questi si trovasse rintanato a Malta. 
Il Gran Maestro, dopo aver discusso, acconsentì al volere di Byng (sotto palese minaccia di ostilità belliche nei confronti dei cavalieri) e permise finalmente il rientro delle galee in Sicilia, andando contro il parere del capitano spagnolo Guevara che insisteva per non permetterne il rientro. L'ammiraglio di Sua Maestà Britannica minacciò gli ammutinati e, aggregando ai siciliani rimasti i marinai inglesi delle sue navi, fece rotta verso Siracusa, nella quale approdarono tutti verso la metà di ottobre. Ma non rimasero a lungo in questo porto siciliano le suddette galee, poiché Byng ritenne che esse fossero più utili nelle acque dello Stretto di Messina, per impedire agli spagnoli il trasporto di viveri; le affiancò quindi alle galee del Regno di Napoli (esse saranno infine rimandate a Nizza nel corso del 1719).

## Conseguenze
Quattro mesi più tardi, il 17 dicembre 1718, Francia, Inghilterra ed Austria dichiararono guerra alla Spagna, iniziando così la Guerra della Quadruplice alleanza. I Paesi Bassi dichiararono a loro volta guerra agli spagnoli nell'agosto del medesimo anno. L'allontanamento della flotta spagnola consentì ai soldati austriaci, con il sostegno della flotta inglese, di sbarcare indisturbati in Sicilia e conquistare l'anno successivo la città di Messina per procedere poi verso Palermo.
Byng fu generosamente ricompensato dal re Giorgio I per la sua vittoria e gli furono conferiti pieni poteri per negoziare con i principi e gli Stati d'Italia in nome della corona britannica. Al suo rientro in patria nel 1721 egli fu nominato contrammiraglio di Gran Bretagna, membro del Consiglio Privato e nobilitato con i titoli di Barone di Southill e 1° Visconte di Torrington, nel Devon.
Delle navi catturate in battaglia, la Principe delle Asturie, che era stata originariamente la nave inglese da 80 cannoni Cumberland, catturata dai francesi nel 1707 e successivamente venduta alla Spagna, fu venduta all'Austria. Nel 1731 l'Inghilterra si offrì di restituire alla Spagna le navi catturate durante la battaglia di Capo Passero ed ancorate a Minorca, ma il loro stato era così scadente che furono distrutte sul luogo.

## Navi coinvolte

### Inghilterra
Sir George Byng
- HMS Barfleur, 90[38] (Ammiraglio Sir George Byng, 1º comandante George Saunders, 2º comandante Richard Lestock)
- HMS Shrewsbury 80, (Viceammiraglio Charles Cornwall, comandante John Balchen)
- HMS Dorsetshire 80 (Contrammiraglio George Delaval, comandante John Furzer)
- HMS Breda 70 (comandante Barrow Harris)
- HMS Burford 70 (comandante Charles Vanbrugh)
- HMS Captain 70 (comandante Archibald Hamilton)
- HMS Essex 70 (comandante Richard Rowzier)
- HMS Grafton 70 (comandante Nicholas Haddock)
- HMS Kent 70 (comandante Thomas Mathews)
- HMS Lenox 70 (comandante Charles Strickland)
- HMS Orford 70 (comandante Edward Falkingham)
- HMS Royal Oak 70 (comandante Thomas Kempthorne)
- HMS Canterbury 60 (comandante George Walton)
- HMS Dreadnought 60 (comandante William Haddock)
- HMS Dunkirk 60 (comandante Francis Drake)
- HMS Montagu 60 (comandante Thomas Beverley)
- HMS Ripon 60 (comandante Christopher O'Brien)
- HMS Rupert 60 (comandante Arthur Field)
- HMS Superbe 60 (comandante Streynsham Master)
- HMS Rochester 50 (comandante Joseph Winder)
- HMS Argyle 50 (comandante Conningsby Norbury)
- HMS Charles Galley 44 (comandante Philip Vanbrugh)

Totale: una nave da 90 pezzi, 2 da 80 pezzi, 9 da 70 pezzi, 7 of 60 pezzi, 2 da 50 pezzi, 1 da 44 pezzi.
La flotta britannica comprendeva anche sei navi minori – i brulotti Garland (Samuel Atkins) e Griffin (Humphrey Orme), la nave oneraria Success (Francis Knighton), la nave-ospedale Looe (Timothy Splaine), la tartana Basilisk (John Hubbard) e una innominata nave-appoggio con bombe.

### Spagna
Viceammiraglio Don José Antonio de Castaneta
- San Felipe el Real 74[38] - Catturata dalla Superbe e dal Kent, esplose dopo essere stata rimorchiata a Mahon.
- Principe de Asturias 70 (contrammiraglio Don Fernando Chacón) - Catturata dalla Breda e dalla Captain.
- San Juan Bautista 60 (comandante Don Francisco Guerrero) – Fuggita a Malta.
- San Luis 60 (Contrammiraglio Don Baltasar de Guevara) – Fuggita a Malta.
- San Pedro 60 (comandante Don Antonio de Arizaga) - Fuggita.
- San Carlos 60 (comandante Principe di Chalois) - Catturata dalla Kent.
- Real Mazi (El Real) 60 (Contrammiraglio Marchese de Mari) - Catturata dalla divisione della Canterbury.
- San Fernando 60 (Contramdmiraglio George Cammock) – Fuggita a Malta.
- San Isabel 60 (comandante Don Andrea Reggio Branciforte) - Catturata dalla Dorsetshire.
- Santa Rosa 60 (comandante Don Antonio González) - Catturata dalla Orford.
- Perla de España 54 (comandante Don Gabriel Pérez de Alderete) – Fuggita a Malta.
- San Isidro 46 (comandante Don Manuel de Villavicencio) - Catturata dalla divisione della Canterbury.
- Hermione 44 (comandante Don Rodrigo de Torres) – Fuggita ma bruciata a Messina.
- Volante 44 (comandante Don Antonio Escudero) - Catturata dalla Montagu e dalla Rupert.
- Aguila 24 (comandante Don Lucas Masnata) - Catturata dalla divisione della Canterbury.
- Esperanza 46 (comandante Don Giovanni Maria Delfino) – Incendiata per sfuggire alla cattura.
- Juno 36 (comandante Don Pedro Moyano) - Catturata dalla Essex.
- Sorpresa 36 (comandante Don Miguel de Sada, conte di Clavijo) - Catturata dalla divisione della Canterbury.
- Galera 30 (comandante Don Francisco Álvarez Barreiro) - Fuggita.
- Castilla 30 (comandante Don Francisco de Liaño) - Fuggita.
- Conde de Tolosa 30 (comandante Don José de Goycoechea) – Fuggita, ma catturata successivamente a Messina.

Totale: 1 nave da 74 pezzi, 1 nave da 70 pezzi, 8 navi da 60 pezzi, 4 navi da 50 pezzi, 3 navi da 40 pezzi, 2 navi da 30 pezzi, 3 navi da 26 pezzi, 1 nave da14 pezzi, 13 altre.